# Coghlan (Buenos Aires)
Coghlan é um bairro da cidade argentina de Buenos Aires.
Deve seu nome à estação de trem da linha que o atravessa. Está delimitado pelas vias do ex FF.CC. Gral. Mitre (ramal Mitre), as Ruas Núñez, Zapiola, Franklin D. Roosevelt, Avenida Dr. Ricardo Balbín, Avenida Monroe, vias do ex FF.CC. Mitre (ramal Suárez), Estomba, Franklin D. Roosevelt, Tronador, Avenida Congreso, San Francisco de Asís, Quesada à sua intereseção com as vias ex FF.CC. Gral. Mitre (ramal Mitre). Limita com os bairros de Saavedra ao norte, Núñez ao leste, Belgrano ao sudeste, e Villa Urquiza ao oeste. Está localizado na Comuna 12.